# Leucanthemum illyricum
Leucanthemum illyricum là một loài thực vật có hoa trong họ Cúc. Loài này được Vogt & Greuter mô tả khoa học đầu tiên năm 2003.